# Пороиника (Дамбовица)
Пороиника (рум. Poroinica) насеље је у Румунији у округу Дамбовица у општини Матасару. Oпштина се налази на надморској висини од 164 m.

## Становништво
Према подацима из 2002. године у насељу је живело 919 становника, од којих су сви румунске националности.